# تيري فيلدز
تيري فيلدز هو نقابي وسياسي بريطاني، ولد في 8 مارس 1937 في بوتل ‏ في المملكة المتحدة، وتوفي في 28 يونيو 2008 في Netherton, Merseyside ‏ في المملكة المتحدة بسبب سرطان الرئة. نشط حزبياً في حزب العمال. وقد انتخب عضو البرلمان الخمسون للمملكة المتحدة ‏ عن دائرة Liverpool Broadgreen (UK Parliament constituency) ‏ وقد انضم خلال فترته النيابية ‏ (25 سبتمبر 1991 – 16 مارس 1992) للكتلة البرلمانية مستقل وفي الانتخابات العمومية للمملكة المتحدة 1983 ‏، انتخب عضو البرلمان التاسع والأربعون للمملكة المتحدة ‏ عن دائرة Liverpool Broadgreen (UK Parliament constituency) ‏ وقد انضم خلال فترته النيابية ‏ (9 يونيو 1983 – 18 مايو 1987) للكتلة البرلمانية حزب العمال وفي الانتخابات العمومية للمملكة المتحدة 1987 ‏، انتخب عضو البرلمان الخمسون للمملكة المتحدة ‏ عن دائرة Liverpool Broadgreen (UK Parliament constituency) ‏ وقد انضم خلال فترته النيابية ‏ (11 يونيو 1987 – 25 سبتمبر 1991) للكتلة البرلمانية حزب العمال.